# معركة الزلاج (كتاب)

صورة غلاف كتاب معركة الزلاج

معركة الزلاج هو كتاب من تأليف كل من محمد المرزوقي والجيلاني بن الحاج يحي، وقد أرخا فيه للأحداث التي شهدتها العاصمة التونسية في نوفمبر 1911 بسبب مقبرة الجلاز أو الزلاج.

## عموميات
صدر هذا الكتاب في طبعته الأولى عام 1961، بالتزامن مع الذكرى الخمسين للمعركة حول مقبرة الجلاز. أما الطبعة الثانية فقد ظهرت عام 1974، بعد أشهر قليلة من سلسلة المحاضرات التي ألقاها الرئيس الحبيب بورقيبة حول تاريخ الحركة الوطنية. ومن المصادر التي اعتمدها المؤلفان الصحافة العربية والفرنسية الصادرة خلال الأحداث كما اعتمدا على الرواية الشفوية عن بعض شهود العيان.

## المحتوى
قسم المؤلفان الكتاب إلى خمسة فصول هي:
- الفصل الأول، وقد خصص لأسباب المعركة، وتتعلق باحتلال طرابلس في نوفمبر 1911 من قبل الإيطاليين، واحتلال مدينة فاس قبل ذلك في ماي من نفس السنة، وهو ما كان وراء غضب التونسيين. أما السبب المباشر فيتمثل في محاولة بلدية تونس تسجيل مقبرة الزلاج التاريخية وذات المكانة الخاصة لدى التونسيين، فراجت إشاعة بأن عملية التسجيل إنما المقصود منها أخذ جانب من المقبرة لتشقه السكة الحديدية.[2] ورغم تراجع البلدية عن عملية التسجيل، فقد توجهت الجماهير الشعبية يوم 7 نوفمبر 1911 إلى المقبرة، ولم تصدق عملية التراجع بسبب قدوم أعوان إدارة قيس الأراضي والمحكمة.
- الفصل الثاني، وجاء تحت عنوان المعركة التي شهدت تدخل قوات الجيش.[3]
- الفصل الثالث تحت عنوان «حصاد المعركة»، وقد سقط فيها أربعة عشر قتيلا، وأكثر من مائة جريح [4]، وانتهت بفرض الأحكام الاستثنائية وتعطيل الصحف العربية.
- الفصل الرابع، وعنوانه «المحاكمة» التي تمت بين 3 و29 جوان 1912 وقدم خلالها 72 متهما إلى المحاكمة [5]، وردت في الكتاب أسماؤهم والتهم الموجهة إليهم واستنطاقاتهم وقرار ختم البحث والمرافعات والأحكام. وقد صدرت سبعة أحكام بالإعدام وحكم بالشغال الشاقة المؤبدة....[6]
- الفصل الخامس حول «حادثة مقاطعة الترام» التي جرت في فيفري 1912.

ويحتوي هذا الكتاب على عدد هام من الصور للمحاكمين وضباط الشرطة الفرنسية وأعضاء المحكمة.

## إشارات مرجعية
1. ↑  الحبيب بورقيبة، حياتي آرائي جهادي، منشورات وزارة الإعلام، تونس 1984
2. ↑  الجيلاني بن الحاج يحي ومحمد المرزوقي، معركة الزلاج، الشركة التونسية للتوزيع، تونس 1974، ص 19
3. ↑  المصدر نفسه، ص 26
4. ↑  المصدر نفسه، ص 38
5. ↑  المصدر نفسه، ص 56-63
6. ↑  المصدر نفسه، ص 154